# Rhipsalis crenata
Rhipsalis crenata là một loài thực vật có hoa trong họ Cactaceae. Loài này được (Britton) Vaupel miêu tả khoa học đầu tiên năm 1926.